# Tarhos
Tarhos este un sat în districtul Békés, județul Békés, Ungaria, având o populație de 827 de locuitori (2011). 

## Demografie
Componența etnică a satului Tarhos
     Maghiari (98,75%)
     Romi (1,25%)
Componența confesională a satului Tarhos
     Fără religie (55,86%)
     Reformați (16,93%)
     Romano-catolici (6,77%)
     Necunoscută (19,59%)
     Atei (0,85%)
     Alte religii (0,6%)
Conform recensământului din 2011, satul Tarhos avea 827 de locuitori. Din punct de vedere etnic, majoritatea locuitorilor (98,75%) erau maghiari, cu o minoritate de romi (1,25%).  Din punct de vedere confesional, majoritatea locuitorilor (55,86%) erau persoane fără religie, existând și minorități de reformați (16,93%) și romano-catolici (6,77%). Pentru 19,59% din locuitori nu este cunoscută apartenența confesională.